# アンナ・シェヴィエルスカ
アンナ・シェヴィエルスカ（Anna Siewierska、1955年12月25日 - 2011年8月6日）は、ポーランド生まれの言語学者で、オーストラリア、ポーランド、オランダ、イギリスで活動した。ランカスター大学の言語学の教授で、言語類型論の専門家であった。

## 生涯
```
ポーランド
の
グディニャ
で生まれるが、父が商社で働いていた関係でオーストラリアで育った。
モナシュ大学
のBarry Blakeのもとで言語学を学び、ここで書き上げた
受動態
に関する修士論文はその後出版され、広く引用された。
[
1
]
[
2
]
1980年からは
グダニスク大学
で働いた。当時歴史的な局面を迎えていた
「連帯」
の活動に関わり、「連帯」の指導者と
英語
を使う
ジャーナリスト
との仲立ちをした。1985年には
語順
に関する
論文
でモナシュ大学から
博士号
を取得。
[
1
]
```

ランカスター大学に移る前の1990年から1994年まではアムステルダム大学で働き、シモン・C・ディックの機能文法のグループで活動した。2001年から2002年まで欧州言語学学会の会長を、2007年から2011年まで言語類型論学会（Association of Linguistic Typology）の会長を務めた。
夫はオランダの言語学者Dik Bakker。休暇中のベトナムのダラットで交通事故に遭い命を落とした。香港で開催された言語類型論学会の大会の直後のことであった。